# Urocotyledon rasmusseni
Urocotyledon rasmusseni is een hagedis die behoort tot de gekko's (Gekkota) en de familie Gekkonidae.

## Naam en indeling
De wetenschappelijke naam van de gekko werd voor het eerst voorgesteld door Aaron Matthew Bauer en Michele Menegon in 2006. De soortaanduiding rasmusseni is een eerbetoon aan Jens Bødtker Rasmussen (1947- 2005), die verbonden was aan het Zoologisk Museum te Kopenhagen.

## Verspreidingsgebied
Urocotyledon rasmusseni komt voor in delen van Afrika en leeft endemisch in Tanzania.